# ميتا حمض الفوسفوريك

مثال: Trimetaphosphate

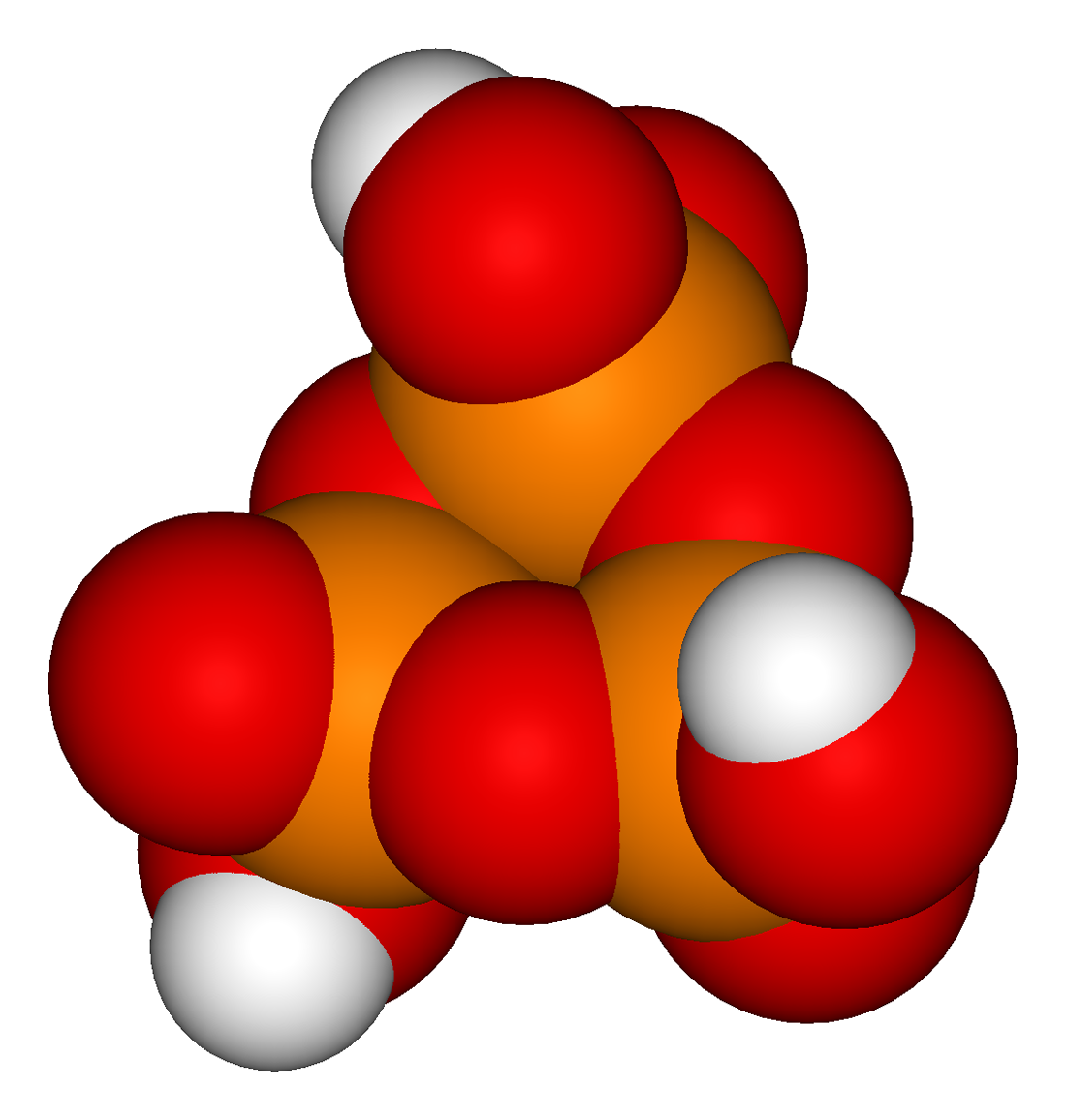
Trimetaphosphoric acid

ميتا حمض الفوسفوريك  (بالأنجليزية: Metaphosphoric acid ) هي مركبات مكثفة من أرثو حمض الفوسفوريك (H3PO4) , وأملاحه تتميز بالصيغة الكيميائية (M'PO3)n ، حيث M': كاتيون أحادي التكافؤ، وتسمى تري ميتا فوسفات أو ثلاثي ميتا الفوسفات.
ويختلف ميتا الفوسفات عن البولي فوسفات في أن الميتا فوسفات يتشابك مكونا حلقة من جزيئية. مثال على ذلك نجده في الحلقة السداسية لـ «تري ميتا فوسفات» Trimetaphosphats . كما يكوّن تترا ميتا فوسفات حلقة ثمانية 8-Ring مماثلة.
كانت مركبات ثلاثي ميتا فوسفات Trimetaphosphate تستخدم كمادة تنظيف بغرض خفض قساوة الماء، ولكن بسبب ما لهاذا المركب من مفعول كسماد فوسفاتي وما يسببه من تكاثر البكتيريا والطفيليات في المياه فقد منع استخدامه في أغراض التنظيف، وتستخدم حاليا بدلا عنه مواد زيوليت تتكون من السيليكات، مثل زيوليت إيه .

## اقرأ أيضا
- حمض الفوسفوريك
- ثنائي حمض الفوسفوريك
- ثلاثي ميتا فوسفات الصوديوم